# Maripasoula
Maripasoula è un comune francese situato nella Guyana francese, è il comune più esteso della Francia, 18.360 km², quasi il doppio della Corsica.
La maggior parte della popolazione appartiene all'etnia Aluku.

## Geografia fisica
La città si trova nella Guyana francese, nel continente sudamericano. Il suo punto più alto è il monte Bellevue de l'Inini, a 851 metri slm.
È il più grande comune in Francia, ma uno dei meno densamente popolati. La dimensione del comune è paragonabile alla Puglia (la superficie del comune è di circa il 21,2% di quella della Guyana).

## Storia
- 1947: fondazione di Maripa-Soula.
- 1950: diventa centro amministrativo.
- 1968: Maripa-Soula diventa comune col nome di Maripasoula.

## Economia
Dall'inizio del XXI secolo, Maripasoula è al centro di una corsa all'oro. Ciò ha portato ad un aumento della popolazione da 4.507 abitanti nel 2006 a 13.227 nel 2016. La maggior parte dei cercatori di fortuna sono garimpeiro illegali. Gli sforzi della gendarmeria e dell'esercito francese per fermare l'estrazione illegale dell'oro hanno portato alla formazione di insediamenti illegali sul fiume Lawa nel Suriname, dove sono sorti villaggi. Il più importante è Antonio do Brinco che contiene una serie di supermercati, ristoranti, bar e bordelli, e si rivolge sia ai cercatori d'oro che alla città di Maripasoula, a causa dei prezzi significativamente più bassi. A causa dei problemi con la criminalità, la città viene spesso definita "Far West", in riferimento allo storico Wild West degli Stati Uniti.

## Luoghi d'interesse

### Parco nazionale
Il territorio di Maripasoula appartiene al Parco amazzonico della Guyana. Bellevue de l'Inini, la montagna più alta della Guyana francese, si trova nel territorio di Maripasoula.

### Edifici protetti e monumenti storici
Vicino al fiume Marowijne, sono stati trovati petroglifi raffiguranti disegni di molti animali e umani.

## Infrastrutture e trasporti
Maripasoula è raggiungibile solo in barca attraverso il fiume Marowijne e in aereo grazie all'omonimo aeroporto (con voli Air Guyane Express), ma per il 2021 è programmato il completamento della strada Route Nationale fino a Maripasoula.